# دهستان سورمق
سورمق، دهستانی از توابع بخش مرکزی شهرستان آباده در استان فارس ایران است.

## جمعیت
بر اساس سرشماری سال ۱۳۹۵ جمعیت دهستان سورمق ۳٬۶۷۳ نفر (۱٬۲۵۹ خانوار) بوده‌است.